# Liste des sites Ramsar au Brésil
Cet article recense les zones humides du Brésil concernées par la convention de Ramsar.

## Statistiques
La convention de Ramsar est entrée en vigueur au Brésil le 24 septembre 1993.
En janvier 2020, le pays compte 27 sites Ramsar, couvrant une superficie de 267 944,54 km2, plus que tout autre pays au monde. L'un d'eux, le Rio Negro, forme le plus grand site Ramsar du monde.

## Liste
| Site                                                              | État                       | Notes | Date              | Superficie (km²) | Altitude (m) | Identifiant Ramsar | Identifiant WDPA | Coordonnées                        | Photo |
| ----------------------------------------------------------------- | -------------------------- | ----- | ----------------- | ---------------- | ------------ | ------------------ | ---------------- | ---------------------------------- | ----- |
| Pantanal Matogrossense                                            | Mato Grosso                |       | 24 mai 1993       | 1 350,00         | 200          | 602                | 67816            | 17° 39′ 00″ sud, 57° 25′ 01″ ouest |       |
| Lagoa do Peixe                                                    | Rio Grande do Sul          |       | 24 mai 1993       | 344,00           | 0 - 15       | 603                | 67817            | 31° 13′ 59″ sud, 50° 57′ 00″ ouest |       |
| Mamirauá (pt)                                                     | Amazonas                   |       | 4 octobre 1993    | 11 240,00        | 80           | 623                | 95320            | 2° 18′ 00″ sud, 66° 01′ 59″ ouest  |       |
| Île de Bananal                                                    | Tocantins                  |       | 4 octobre 1993    | 5 623,12         | 171 - 239    | 624                | 94063            | 10° 31′ 01″ sud, 50° 12′ 00″ ouest |       |
| Reentrâncias Maranhenses                                          | Maranhão                   |       | 30 novembre 1993  | 26 809,11        | 0 - 200      | 640                | 94064            | 1° 40′ 59″ sud, 45° 04′ 01″ ouest  |       |
| Aire de protection environnementale de la Baixada Maranhense (pt) | Maranhão                   |       | 28 février 2000   | 17 750,36        | 5 - 70       | 1020               | 220035           | 3° 00′ sud, 44° 57′ ouest          |       |
| Parc d'État marin du Parcel de Manuel Luís (pt)                   | Maranhão                   |       | 28 février 2000   | 345,56           | 0            | 1021               | 220036           | 0° 30′ sud, 44° 45′ ouest          |       |
| Réserve spéciale du patrimoine naturel SESC Pantanal              | Mato Grosso                |       | 6 décembre 2002   | 878,71           | 101 - 117    | 1270               | 900886           | 16° 39′ sud, 56° 15′ ouest         |       |
| Réserve spéciale du patrimoine naturel Fazenda Rio Negro          | Mato Grosso do Sul         |       | 22 mai 2009       | 70,00            |              | 1864               | 555542777        | 19° 32′ 35″ sud, 56° 13′ 01″ ouest |       |
| Parc d'État du Rio Doce (pt)                                      | Minas Gerais               |       | 15 mars 2010      | 359,73           | 200 - 500    | 1900               | 555542778        | 19° 40′ 44″ sud, 42° 33′ 07″ ouest |       |
| Parc national marin des Abrolhos                                  | Bahia                      |       | 2 février 2010    | 913,00           | 0 - 36       | 1902               | 555542776        | 17° 49′ 01″ sud, 38° 49′ 01″ ouest |       |
| Parc national du Cabo Orange                                      | Amapá                      |       | 2 février 2013    | 6 573,28         | 0 - 70       | 2190               | 555592553        | 3° 39′ nord, 51° 11′ ouest         |       |
| Réserve biologique de l'Atoll das Rocas                           | Rio Grande do Norte        |       | 11 décembre 2015  | 351,8641         | 0 - 3        | 2259               | 555624190        | 3° 51′ sud, 33° 47′ ouest          |       |
| Parc national de Viruá                                            | Roraima                    |       | 22 mars 2017      | 2 164,27         | 40 - 360     | 2295               | 555624843        | 1° 17′ 28″ nord, 61° 09′ 07″ ouest |       |
| Parc national d'Anavilhanas                                       | Amazonas                   |       | 22 mars 2017      | 3 504,698        | 40 - 75      | 2296               | 555624847        | 2° 28′ 05″ sud, 60° 49′ 12″ ouest  |       |
| Réserve biologique du Guaporé (pt)                                | Rondônia                   |       | 22 mars 2017      | 6 000,00         | 0 - 495      | 2297               | 555624852        | 12° 31′ 12″ sud, 62° 47′ 28″ ouest |       |
| Station écologique du Taim (pt)                                   | Rio Grande do Sul          |       | 22 mars 2017      | 109,3855         | 5 - 9        | 2298               | 555624851        | 32° 44′ 38″ sud, 52° 35′ 49″ ouest |       |
| Station écologique de Guaraqueçaba (pt)                           | Paraná                     |       | 5 juin 2017       | 43,70            | 0 - 80       | 2305               | 555624849        | 25° 17′ 10″ sud, 48° 22′ 19″ ouest |       |
| Lund Warming                                                      | Minas Gerais               |       | 5 juin 2017       | 238,6544         | 652 - 859    | 2306               | 555624848        | 19° 30′ 07″ sud, 43° 59′ 42″ ouest |       |
| Zone de protection environnementale Cananéia-Iguape-Peruíbe (en)  | São Paulo                  |       | 4 septembre 2017  | 2 023,07         | 0 - 800      | 2310               | 555625769        | 24° 40′ 34″ sud, 47° 35′ 53″ ouest |       |
| Parc national d'Ilha Grande                                       | Mato Grosso do Sul, Paraná |       | 30 septembre 2017 | 760,3312         | 220 - 240    | 2316               | 555625775        | 23° 40′ 59″ sud, 53° 59′ 49″ ouest |       |
| Guaratuba                                                         | Paraná                     |       | 21 septembre 2017 | 383,2934         | 0 - 632      | 2317               | 555625777        | 25° 51′ 29″ sud, 48° 42′ 00″ ouest |       |
| Archipel Fernando de Noronha                                      | Pernambouc                 |       | 25 janvier 2018   | 109,292          | 0 - 321      | 2333               | 555637329        | 3° 51′ 40″ sud, 32° 24′ 11″ ouest  |       |
| Rio Negro                                                         | Amazonas                   |       | 19 mars 2018      | 120 016,1442     |              | 2335               | 555637330        | 1° 43′ 44″ sud, 64° 05′ 20″ ouest  |       |
| Estuaire de l'Amazone et ses mangroves                            | Amapá, Maranhão, Pará      |       | 19 mars 2018      | 38 502,53        | 0 - 170      | 2337               | 555637331        | 1° 09′ 18″ sud, 46° 48′ 07″ ouest  |       |
| Rivière Juruá                                                     | Amazonas                   |       | 29 septembre 2018 | 21 364,89        | 32 - 650     | 2362               |                  | 5° 09′ 36″ sud, 67° 13′ 05″ ouest  |       |
| Station écologique de Taiamã (pt)                                 | Mato Grosso                |       | 21 octobre 2018   | 115,55           | 90 - 120     | 2363               | 2220             | 16° 51′ 32″ sud, 57° 30′ 36″ ouest |       |